# ミニバカラ
ミニバカラとは、ヨーロッパでは「ミディバカラ」ともよばれる、トランプを使うカジノゲームの一種である。
このゲームはラスベガスで生まれた。バカラをスピーディに、また手軽に遊べるように改良したゲームである。

## バカラとの相違点
主に6 - 7人掛けの小さなミニバカラテーブルによって行われ、バカラと比較して最低賭け金が低く設定されている。改良したといっても、ルールはあまり変わらず、バカラと同じという場合もある。
バカラでは通常、カードは「プレイヤー」または「バンカー」本人が絞るが（参照:バカラ）、ミニバカラにおいて客はカードに触れることはできず、カードはすべてディーラーがオープンするのみである。賭け方はバカラと同様、「プレイヤー」側が勝つ、「バンカー」側が勝つ、引き分けに賭けられる。